# 乔连升
乔连升（1917年—1984年），男，河南孟津人，中华人民共和国政治人物，曾任国务院宗教事务局局长。